# Emerald Beach
Emerald Beach és una població dels Estats Units a l'estat de Missouri. Segons el cens del 2000 tenia 250 habitants.

## Demografia
Segons el cens del 2000, Emerald Beach tenia 250 habitants, 120 habitatges, i 84 famílies. La densitat de població era de 136 habitants per km².
Dels 120 habitatges en un 15% hi vivien nens de menys de 18 anys, en un 64,2% hi vivien parelles casades, en un 3,3% dones solteres, i en un 29,2% no eren unitats familiars. En el 25,8% dels habitatges hi vivien persones soles el 15% de les quals corresponia a persones de 65 anys o més que vivien soles. El nombre mitjà de persones vivint en cada habitatge era de 2,08 i el nombre mitjà de persones que vivien en cada família era de 2,45.
Per edats la població es repartia de la següent manera: un 13,2% tenia menys de 18 anys, un 1,6% entre 18 i 24, un 16,8% entre 25 i 44, un 36,8% de 45 a 60 i un 31,6% 65 anys o més.
L'edat mediana era de 56 anys. Per cada 100 dones de 18 o més anys hi havia 93,8 homes.
La renda mediana per habitatge era de 32.813 $ i la renda mediana per família de 36.875 $. Els homes tenien una renda mediana de 29.286 $ mentre que les dones 19.063 $. La renda per capita de la població era de 16.267 $. Entorn del 9% de les famílies i el 12,9% de la població estaven per davall del llindar de pobresa.

## Poblacions més properes
El següent diagrama mostra les poblacions més properes.